# I senza nome
I senza nome (Le cercle rouge) è un film noir del 1970 scritto e diretto da Jean-Pierre Melville.
Penultima pellicola dell'autore, è considerata una delle migliori del genere nella storia del cinema.

## Trama
Durante un trasferimento in treno da Marsiglia a Parigi sotto la sorveglianza del commissario Mattèi, il detenuto Vogel (Genco nell'edizione italiana) riesce a fuggire. Contemporaneamente Corey, in carcere a Marsiglia da cinque anni, riceve la visita di un secondino che, dopo avergli annunciato la liberazione anticipata per buona condotta, gli suggerisce un colpo milionario in una gioielleria in Place Vendôme a Parigi.
Corey, per recuperare la parte dovutagli del colpo di cinque anni prima, si reca dal suo complice, il malavitoso Rico, che tenta di eliminarlo. Durante una sosta in autogrill si accorge che Vogel, in fuga, si infila nel bagagliaio della sua auto. Tra i due nasce un'intesa leale e arrivati a Parigi decidono di attuare il colpo alla gioielleria, ma per questo serve anche un buon tiratore. Vogel suggerisce Jansen, ex tiratore scelto della polizia, che accetta l'incarico trovando una motivazione per liberarsi dall'alcolismo.
I tre realizzano perfettamente il colpo, ma il ricettatore, d'accordo con Rico, si ritira dall'impegno già preso. Devono rivolgersi perciò a Santi, uomo fidato del milieu, che è però costretto con un ricatto da Mattèi a diventare un informatore. Il commissario, spacciandosi per un grosso ricettatore, organizza così un'imboscata in cui i tre, tentando una fuga disperata, muoiono sotto il fuoco degli agenti.

## Tematiche
Compendio dei temi distintivi di Melville quali il fatalismo, l'amicizia virile, il coraggio, la morte, il tradimento, la solitudine e la colpa, egli stesso lo riteneva una sorta di testamento cinematografico, contenente tutte le 19 possibili situazioni per un polar (una combinazione fra poliziesco e noir), in omaggio al capolavoro di John Huston Giungla d'asfalto (The Asphalt Jungle) (1950).

### Determinismo e ambiente
Da sempre elemento cardine della filosofia melvilliana (come dimostra l'incipit artificiosamente attribuito a Buddha), il determinismo è il vero protagonista dell'opera, in un apogeo di simbolismi e geometrie dell'intreccio in cui tutto è già deciso da un destino ineluttabile ed inspiegabile. Melville aveva da sempre identificato nel gangster film quei tratti che gli permettevano di definire lucidamente e senza ambiguità la difficoltà e l'assurdità esistenziale.
Qui, le accurate circostanze di composizione ed azione sono la via per elaborare in modo peculiare il tempo e lo spazio interno. Di conseguenza, l'atmosfera, i locali, ed i luoghi sembrano sia reali che immaginari. Quindi l'astrazione, altro fattore determinante, si concretizza traendo materia dalla tragedia greca e dall'antico codice samurai (Bushidō), mentre la sceneggiatura adotta i canoni di un genere tradizionale: il western.

### Personaggi e poetica
Corey, Vogel, Jansen e Mattei provano un senso di distanza dal mondo, sono privi di motivazioni pur avendo una professionalità irreprensibile e vivono perciò di una purezza impossibile, indipendentemente dall'amoralità e disumanità della loro condotta di criminali, killer o uomini di legge. Le personalità sfuggono ad una definizione psicologica convenzionale per assumere delle caratteristiche al contempo idealizzate ed umane, e la loro elaborazione ha un singolare senso d'equilibrio e tolleranza.
In particolare dei tre complici non si conosce il passato e le aspirazioni (non sappiamo mai precisamente perché operino in un certo modo), si intuisce unicamente la ricerca di un riscatto seguendo però codici morali e rituali tipici del mondo del milieu, mentre i loro rapporti si evolvono gradualmente fino ad un livello di solidarietà ed appartenenza mai raggiunto nei precedenti noir di Melville.
I senza nome è una dimostrazione esemplare e compiuta di questa poetica d'elezione.

## Il linguaggio cinematografico
Regista autodidatta, stilisticamente discepolo di Robert Bresson oltreché appassionato cinefilo, Melville faceva del rigore il punto nodale della sintassi filmica inseguendo costantemente il perfezionismo. Ne I senza nome applica con spessore tecnico i dettami del minimalismo, la cura del dettaglio, l'arte del silenzio, creando sul fronte visivo e sonoro soluzioni innovative.
In continuità con il passato, la fotografia è un "bianco e nero a colori", in cui Henri Decaë desatura senza approdare mai alla dominante di grigio, e l'atmosfera notturna si arricchisce di una tonalità blu a la Turner di notevole espressività, successivamente molto imitata. Assai replicata sarà anche la sottolineatura cromatica di dettagli emblematici dal resto dell'inquadratura (come il rosso vivo della rosa).
La musica, utilizzata raramente, privilegia la forma linguistica a quella emozionale, laddove gli effetti sonori rilevano le tappe sostanziali del racconto.
Il montaggio, eseguito alla moviola direttamente dal cineasta, cambia sovente registro assecondando i tempi dell'azione interna. Tutto ciò è esplicito in alcune scene di rilievo, quale il primo incontro in aperta campagna fra Corey e Vogel con l'impiego di stacchi alternati a più piani, associati ad uno splendido uso narrativo della colonna sonora, o la rapina in gioielleria, con il montaggio a scandire il ritmo e generare tensione assecondando il gusto maniacale di Melville per le sfumature feticiste ed i richiami temporali (la scena è muta, della durata di 20 minuti, divisa esattamente a metà da un'unica battuta).
Grazie agli elevati quanto sotterranei valori di spiritualità ed essenzialità presenti, l'autore transalpino raggiunge una delle proprie vette artistiche.

## Critiche negative
I principali pareri negativi hanno riguardato la convenzionalità dello sviluppo, con il ritorno agli stereotipi dell'hard boiled dopo l'ottimo esito critico di Frank Costello faccia d'angelo (Le Samouraï) (1967), ed una certa accondiscendenza al lato divistico e spettacolare, teso ad intercettare il vasto successo di pubblico, che in effetti arrivò insieme ad un'unanime buona accoglienza della critica.
Altro aspetto discusso è stata la presunta misoginia melvilliana (nell'intera filmografia scarseggiano ruoli femminili importanti), spesso equivocata con la tendenza ad allegorizzare figure ed oggetti. Nel lungometraggio la donna appare spersonalizzata di qualsiasi valenza sessuale per rientrare in un gioco di rimandi ed incarnare, nelle fuggevoli apparizioni, un inesorabile segnale di morte per i tre banditi.

## Caduta e rinascita
Alla prematura morte del regista nel 1973, la pellicola venne repentinamente dimenticata per quasi un decennio.
La rivalutazione iniziò negli anni ottanta prima negli Stati Uniti e successivamente in Asia, per merito di una nuova generazione di registi (fra cui Walter Hill e Michael Mann) e di critici.
Dagli anni novanta I senza nome è riconosciuto come un cult movie del polar, ed elogiato per l'approfondimento linguistico e la modernità dei contenuti. Ad esso si sono parzialmente ispirati Michael Mann per Heat - La sfida (1995) e Bryan Singer per I soliti sospetti, mentre John Woo ha da tempo annunciato l'intenzione di girarne un remake.

## Rapporti con la troupe
- La lavorazione del film fu la più travagliata e difficile per Melville, tanto da fargli meditare un ritiro dalla regia. Ebbe molteplici problemi relazionali con la troupe a cui rimproverava scarsa dedizione e mancanza di entusiasmo (la definì «non all'altezza... una medusa sulla spiaggia…che non si muove»), e si incrinarono persino i rapporti con l'amico e suo primo collaboratore Henri Decaë, il celebre direttore della fotografia che aveva condiviso l'esordio de Il silenzio del mare e ben 7 dei suoi 12 film.
- Ci furono inoltre contrasti con Gian Maria Volonté, ingaggiato dopo la visione di Banditi a Milano (1968), a causa di insanabili differenze caratteriali e politiche.
Nonostante questo, l'autore si dichiarò completamente soddisfatto del girato («...solamente, invece di finirlo in 50 giorni ce ne sono voluti 70»).
- Il cast doveva essere molto diverso, con Lino Ventura al posto di Bourvil (rifiutò per uno screzio con il regista, sorto durante le riprese de L'armata degli eroi), Paul Meurisse nel ruolo avuto poi da Yves Montand e Jean-Paul Belmondo in quello di Volonté (il precedente avvio della produzione di Borsalino vanificò l'accoppiata con Delon)[20].
- La versione in italiano ha una durata di 30 minuti inferiore rispetto all'originale. Sono assenti la fuga di Volonté e l'inseguimento da parte della polizia, alcune inquadrature della rapina in gioielleria, la scena del commissario Mattei a casa, ma soprattutto i tagli eliminano integralmente le sequenze riguardanti il capo della polizia (Paul Amiot) e l'arrivo di Corey e Vogel nel vecchio appartamento abbandonato, quest'ultima "fra le più significative dell'intera opera"[21].
- Poco dopo le riprese morì Bourvil, l'attore che impersonava il commissario Mattei.